# Wolsey (Dakota Południowa)
Wolsey – miasto w Stanach Zjednoczonych, w stanie Dakota Południowa, w hrabstwie Beadle.